# 印刷雑誌
『印刷雑誌』（いんさつざっし）は、1891年に創刊された日本初の印刷専門雑誌。月刊。1918年に再創刊された2代目『印刷雑誌』は現在も刊行を続けている。

## 歴史
1891年2月、印刷技術の研究と啓蒙を目的として初代『印刷雑誌』が創刊された。発行元は秀英舎（後の大日本印刷）の創業者である佐久間貞一が興した印刷雑誌社。発行人は小林新兵衛。海外の最新印刷技術、3色版印刷などを口絵付きでいち早く紹介（1899年1月）するなど、明治期らしい、かなりハイカラな雑誌だった。
1910年8月、継続誌として『印刷世界』（1巻1号）が創刊。発行人兼編集人は小山倉之助、発行元も印刷世界社に変わるが、事務所は引き続き秀英舎内にあった。この創刊号にK.S.生という筆名（郡山幸男か）が見える。その後、1913年まで半年ごとに巻次が変わるという現象が起きており、そのため最終号（1918年4月）が12巻4号となっている。
1911年4月、「護謨(ゴム)轉冩印刷機に就きて」掲載。オフセット印刷を日本で初めて詳しく紹介。
1918年5月、2代目となる『印刷雑誌』（1巻1号）が創刊。発行元は印刷雑誌社。編集人は郡山幸男、発行兼印刷人は郡山耻晴。
1924年1月、関東大震災からの復興状況（約70社）を伝える。
1943年3月、発行元が日本印刷文化協会に変更。
1945年1月、発行元が日本印刷産業綜合統制組合に変更。太平洋戦争における日本の敗戦をはさみ、翌1946年にかけて休刊が増え、2年間で8号のみが発行された。
1946年8月、『印刷雑誌』が日本印刷学会の機関誌となり、誌名を『印刷』に改題（29巻2号）。発行元も印刷学会出版部となる。編集発行兼印刷人は馬渡力。
1953年3月、誌名が『印刷雑誌』に戻る（36巻3号）。
1963年1月から、現行の表紙ロゴとなる（表紙デザイン：原弘）。
1995年12月、特集「戦後（50年）の日本印刷技術史」。
2001年、各号数種類の表紙をオンデマンド印刷で印刷。
2004年7月、特集「オフセット100年」。10月、2代目『印刷雑誌』通算1000号（87巻10号）を発行。
2007年12月、初代および2代目『印刷雑誌』記事アンソロジー『『印刷雑誌』とその時代 —実況・印刷の近現代史—』ISBN 4870851911 発行。